# Гундобад
Гу́ндобад (лат. Gundobadus; ранее 455— 516) — король бургундов в 473 — 516 годах, префект Рима в 472 — 473 годах.

## Биография
В 472 году после смерти Рицимера Гундобад стал патрицием Рима. В 473 году умер его отец, король Гундиох, и Гундобад принял решение вернуться на родину. Первое время он делил власть в Бургундии со своим дядей Хильпериком I и тремя своими братьями. В 480 году Хильперик I умер, не оставив наследника. С этого времени в Бургундии начинается борьба братьев за единоличную власть.
В 486 году Гундобад устранил одного из своих братьев Годомара I. В 493 году Гундобад заколол мечом Хильперика II и приказал бросить в воду с камнем на шее его жену, потом осудил на изгнание двух его дочерей: старшую Крону (она ушла в монастырь) и младшую Клотильду. После убийства Хильперика Гундобад изгнал алеманнов с территории современной Швейцарии. Примерно в это же время он пресёк попытки епископа вьеннского Авита по распространению католичества в Бургундии. При этом сам епископ не пострадал.
Отношения между двумя оставшимися братьями также были довольно скверными, так как Годегизель открыто принял изгнанных Гундобадом племянниц и тем самым явно дал понять брату, что не поддерживает его. Оба короля начинают искать помощи друг против друга у короля франков Хлодвига I, влияние которого в Галлии в то время становилось всё сильней.
Хлодвиг принимает сторону Годегизеля, пообещавшего ежегодную дань и территориальные уступки. В 500 году произошло сражение на берегу реки Уш возле Дижона. Хлодвиг, Гундобад и Годегизель выступили каждый со своей армией. Узнав о подходе Хлодвига, Гундобад предложил брату объединиться против внешнего врага. Годегизель согласился, но в битве при Дижоне он перешёл на сторону франков, и Гундобад был разбит. Годегизель пошёл на Вьенн, а Гундобад бежал в Авиньон, где был осаждён Хлодвигом. Но под давлением вестготского короля Алариха II и при условии ежегодной дани, Хлодвиг снял осаду и отступил в свои владения. После чего, нарушив договор с Хлодвигом, Гундобад осадил брата во Вьенне. Вскоре там начала чувствоваться сильная нехватка продовольствия, и многие гражданские лица были изгнаны. В их числе был водопроводный мастер, который сильно разозлился, пришёл к Гундобаду и рассказал ему, каким образом тот может проникнуть в город. Гундобад выделил отряд, который проник в осаждённый город по водопроводному каналу и нанёс удар в тыл осаждённым. Оборона города развалилась, и Годегизель попытался спрятаться в арианской церкви, но был там убит вместе с вьеннским епископом. Таким образом Гундобад устранил трёх своих братьев и стал единовластным правителем Бургундии.
Гундобаду приписывается авторство Бургундской правды, совместивший галло-римское законодательство с обычаями бургундов.
В 507 году состоялась война с вестготами. Франки весной двинулись в поход в направлении Тура. Соединившись с отрядом бургундов под командованием Сигизмунда, сына короля Гундобада, Хлодвиг пошёл на Пуатье. На равнине Вуйе в двадцати километрах северо-западнее Пуатье вестготы были разбиты, Аларих II погиб, а его сын Амаларих отступил в Испанию. После этого Теодорих, сын Хлодвига, и Сигизмунд двинулись во внутренние районы Аквитании: Альби, Родез, Клермон, а Хлодвиг пошёл по побережью через Ангулем и Бордо на Тулузу. Гундобад попытался овладеть Арлем и получить выход к Средиземному морю, но был остановлен полководцем Теодориха Великого Иббой. Таким образом, большая часть вестготской Галлии, кроме Прованса, занятого остготами, и Септимании, оставшейся под контролем вестготов, попала под власть франков.
В войне с готами 507—509 годов бургунды понесли тяжёлые потери, повлёкшие за собой ослабление их государства. В первую очередь именно они пострадали от остготского контрнаступления 508—509 годов. В результате последнего были потеряны все завоевания в Септимании, бургунды были вынуждены отказаться от надежды приобрести Арль и Авиньон. Опустошению подверглись и их собственные земли вплоть до Оранжа и Валанса.
В 516 году Гундобад умер, и королём стал его сын Сигизмунд. Существует предположение, что перед смертью Гундобад принял никейское христианство.